# André Cornélis (film, 1927)
Pour les articles homonymes, voir André Cornélis.
André Cornélis est un film français réalisé par Jean Kemm, sorti en 1927.
Il s'agit d'une adaptation du roman éponyme de Paul Bourget.

## Synopsis
Un homme meurt mystérieusement après avoir découvert qu'un de ses amis était amoureux de sa femme. Le fils de la victime souffre du remariage de sa mère alors qu'il est encore jeune. Pour retrouver une paix intérieure, André, se met à enquêter sur la mort de son père et finit par tuer le second mari de sa mère.

## Fiche technique
- Titre original : André Cornélis
- Réalisation : Jean Kemm
- Scénario : Pierre Maudru d'après l'œuvre de : Paul Bourget
- Photographie : Paul Cotteret, René Gaveau et Karémine Mérobian
- Musique : Paul Cotteret, René Gaveau, Karémine Mérobian
- Producteur : Jacques Haïk
- Société de production : Les Établissements Jacques Haïk
- Société de distribution : Sté Films Régent
- Pays de production :  France
- Langue : film muet avec les intertitres en français
- Format : Noir et blanc — 35 mm — 1,33:1 — Muet
- Genre : Film dramatique
- Durée : 293 minutes (Serial 7 épisodes)
- Date de sortie : 
  - France : 25 novembre 1927

## Distribution
- Claude France : Madame Cornélis et Madame Termonde
- Suzy Pierson : Germaine Durieux
- Malcolm Tod : André et Justin Cornélis
- Jeanne Kerwich : la tante Louise
- Fernand Mailly : Rochedalle
- Simone Genevois
- Georges Lannes